# Єлець — Курськ — Диканька
Єлець — Курськ — Диканька - газопровід, що забезпечує поєднання  газотранспортного хабу у Росії з споживачами газу в Україні і Балканах.
У першій половині 1980-х років здійснили проект газопроводу, який з'єднав потужний газотранспортний хаб у Єльці (Липецька область Росії) із Диканькою. До Єльця, у 1983 році була прокладена II нитка газопроводу із Петровська Саратовської області, куди в цей же період провели трасу від гігантського Уренгойського родовища (до того ж, через Петровськ проходить потужна система "Середня Азія — Центр). У кінцевій точці маршруту газопроводу Єлець — Курськ — Диканька — на компресорній станції «Диканька» — отриманий ресурс міг бути спрямований як на південь до центрального промислового району України та газотранспортних коридорів на Балкани (через трубопровід Диканька-Кременчук-Кривий Ріг), так і на захід по маршруту Шебелинка-Київ.
Для газопроводу обрали такий саме діаметр як і на ділянці «Петровськ-Єлець» — 1220 мм, робочий тиск 5,5 МПа. Введення в експлуатацію об'єкту відбулось у 1984 році.
Для забезпечення роботи трубопроводу споруджено ряд компресорних станцій: КС Єлець, цех № 2, обладнана десятьма установками СТД-4000;
- КС Курськ, цех № 2, обладнана десятьма установками СТД-4000;
- КС Черемисіново, цех № 2, обладнана шістьма установками ГТН-6;[4]
- КС Суми, компресорний цех Суми (введений в дію у 1985 р.)[2], обладнана десятьма установками СТД-4000.

Неподалік від завершальної точки маршруту газопровід підключений до Солохівського підземного сховища перемичкою діаметром 700 мм та довжиною 3,3 км, через яку здійснюється наповнення ПСГ (відбір газу з останнього відбувається до газопроводу Шебелинка-Київ).